# حابي (ابن حورس)
حابى (أو حپي وهو النطق الاقرب للدقة) ، واحد من أبناء حورس الأربعة في الديانة المصرية القديمة ، يصور في الأدب الجنائزي كحامٍ لعرش أوزوريس في العالم الآخر. وكان حابى ابن حورس الكبير وإيزيس أو سرقت ، و هو يصور عادةً بجسد محنط ملفوف باللفائف مع رأس رباح مقدس ، و تتمثل مهمته في حماية الرئتين من التحلل ، و بالتالي جرت العادة في جعل غطاء الآنية الكانوبية التي تضم الرئتين بداخلها على هيئة رأس الرباح المقدس كإشارة لهذا الإله، وفي نفس الوقت فإن حابى نفسه تحميه الإلهة نبت حيت. و عندما تظهر صورته على جانب التابوت، كانت عادة ما تتماشى مع الجانب المشير إلى جهة الشمال الأصلية، و عندما تغيرت ممارسات التحنيط خلال عصر الاضمحلال الثالث و وضعت الأحشاء المحنطة داخل جسد المتوفى المحنط، كانت توضع تميمة صغيرة تمثل هذا الإله في داخل تجويف الجسد.
ولما كان الغرق شكلاً من مسببات الوفاة المرتبطة بالرئتين، اكتسب الإله حابي لقب «الإوز» ، في إشارة إلى أن هذا الطائر يطفو على الماء ولا يغرق، وتتضمن تهجئة اسمه إشارة هيروغليفية يعتقد أن تكون على صلة مع دفة توجيه القوارب، على الرغم من أن طبيعتها بالتحديد غير معروفة بشكل جازم . لهذا السبب ربما كان على علاقة في بعض الأحيان مع الملاحة، على الرغم من أن الإشارات المبكرة له تدعوه «العدّاء العظيم»، على النحو التالي من الفصل رقم 521 من نصوص التوابيت :
أنت العداء العظيم ؛ تعالَ، فعندها ربما تتمكن من اللحاق بوالدي ولا تكون بعيداً في هذا اسمك حابى، لأنك أنت أعظم أولادي - هكذا يقول حورس "
و في الفصل 151 من كتاب الخروج للنهار يقول حابي ما يلي:
أنا حابي ابنك يا أوزيريس-آني الظافر، أتيت لأحميك وأضم معاً رأسك وأطرافك و ألقي أعداءك تحتك وأعطي لك رأسك إلى الأبد .. إلى الأبد يا أوزيريس-آني الظافر في سلام
| الاسم | التجسيم                 | العضو المحمي | الإلهة الحامية  | الجهة الأصلية |
| ----- | ----------------------- | ------------ | --------------- | ------------- |
| حابي  | الرباح المقدس / البابون | الرئتين      | نبت حيت / نفتيس | الشمال        |

## اقرأ أيضاً
- إمستى
- دواموتف
- قبح سنوف

## هوامش
1. ↑  David B. O'Connor, Eric H. Cline, Amenhotep III: Perspectives on His Reign, University of Michigan Press 1998, ISBN 0-472-08833-5, p.121.
2. 1 2  Wilkinson, Richard H. The Complete Gods and Goddesses of Ancient Egypt. p.88 Thames & Hudson. 2003. ISBN 0-500-05120-8
3. ↑  Raymond Oliver Faulkner, The Ancient Egyptian Coffin Texts, p.521. David Brown Book Company 2004
4. ↑  برت إم هرو : كتاب الموتى الفرعوني عن بردية آني بالمتحف البريطاني - سير والس بادج - ترجمة : د. فيليب عطية - صـ 157